# 未发现的中国
《未发现的中国》（英語：Untamed China），2011年在英国上映的关于中华人民共和国的动物纪录片，由英国爬行动物学家奈杰尔·马文担任主演，摄影实纳森·雷德勒、录音师马太·莱特和灯光师阿列克斯·明顿。

## 影集
- 高山之颂（大理市）
- 神秘西域（新疆维吾尔自治区）
- 热带宝藏（西双版纳傣族自治州）
- 天府之国（四川省）
- 壮美草原（内蒙古自治区）
- 高原瑰宝（青藏高原）

## 制作
云南卫视邀请奈杰尔·马文为云南省做“打造绿色传媒”品牌宣传，特意制作了“马文探奇云南”和“马文穿越恐龙谷”两档节目。